# Théodore Flournoy
Théodore Flournoy (Genebra, 15 de agosto de 1854 — Genebra, 5 de novembro de 1920) foi um médico e professor de Filosofia e Psicologia na Universidade de Genebra, fundador do primeiro laboratório de psicologia de Genebra.

## Biografia
Flournoy estudou medicina em Leipzig, e foi desde 1891 até falecer Professor de Psicologia na Universidade de Genebra, cadeira em que foi sucedido por seu primo, Édouard Claparède. É conhecido por ter sido o criador do primeiro laboratório de psicologia de Genebra.
Ficou conhecido pelos seus estudos sobre a médium Hélène Smith, pseudónimo de Catherine Müller, que supostamente lhe forneceria informações sobre vidas passadas através de um estado de transe. Flournoy descreveu as informações obtidas pela médium como romances da imaginação subliminal e produto da mente inconsciente. Flournoy foi contemporâneo de Freud e o seu trabalho influenciou o estudo de C. G. Jung sobre outra médium - a sua prima Héléne Preiswerk - que deu origem à dissertação doutoral de Jung em 1902.
Flournoy foi um dos poucos académicos do seu tempo que aceitaram a proposta de William James da não dualidade da consciência (a que ele deu a designação de "sciousness"), conforme expresso no seu ensaio Radical Empiricism.

## Principais obras publicadas
- Des Indes à la planète Mars; étude sur un cas de somnambulisme avec glossolalie. Paris 1900.
- "Nouvelles Observations sur un cas de Somnambulisme". Archive de Psychologie de la Suisse romande. Genf 1902.
- Die Seherin von Genf. Leipzig 1914: Felix Meiner Verlag. (com prefácio de Max Dessoir).
- Esprits et Médiums, Melanges de Metapsychique et de Psychologie. Genebra, Paris 1911. (tradução inglesa: Spiritism and Psychology).